# Echinoptilidae
Echinoptilidae is een familie van neteldieren uit de klasse van de Anthozoa (Bloemdieren).

## Geslachten
- Actinoptilum Kükenthal, 1911
- Echinoptilum Hubrecht, 1885